# Žampach (zámek)
Zámek Žampach je raně barokní zámek ve stejnojmenné obci v okrese Ústí nad Orlicí v Pardubickém kraji. Zámek je spolu s kaplí od roku 1964 chráněn jako kulturní památka České republiky.

## Historie a popis
Na místě zámku pod hradem Žampach stála původně tvrz doložená před rokem 1600. Z roku 1672 pak pochází přestavba tvrze na raně barokní zámek – letní rezidenci královéhradeckých jezuitů. K výstavbě zámku bylo použito materiálu ze zpustlého hradu. V roce 1701–1713 byla k severnímu zámeckému křídlu přistavěna raně barokní kaple svatého Bartoloměje.

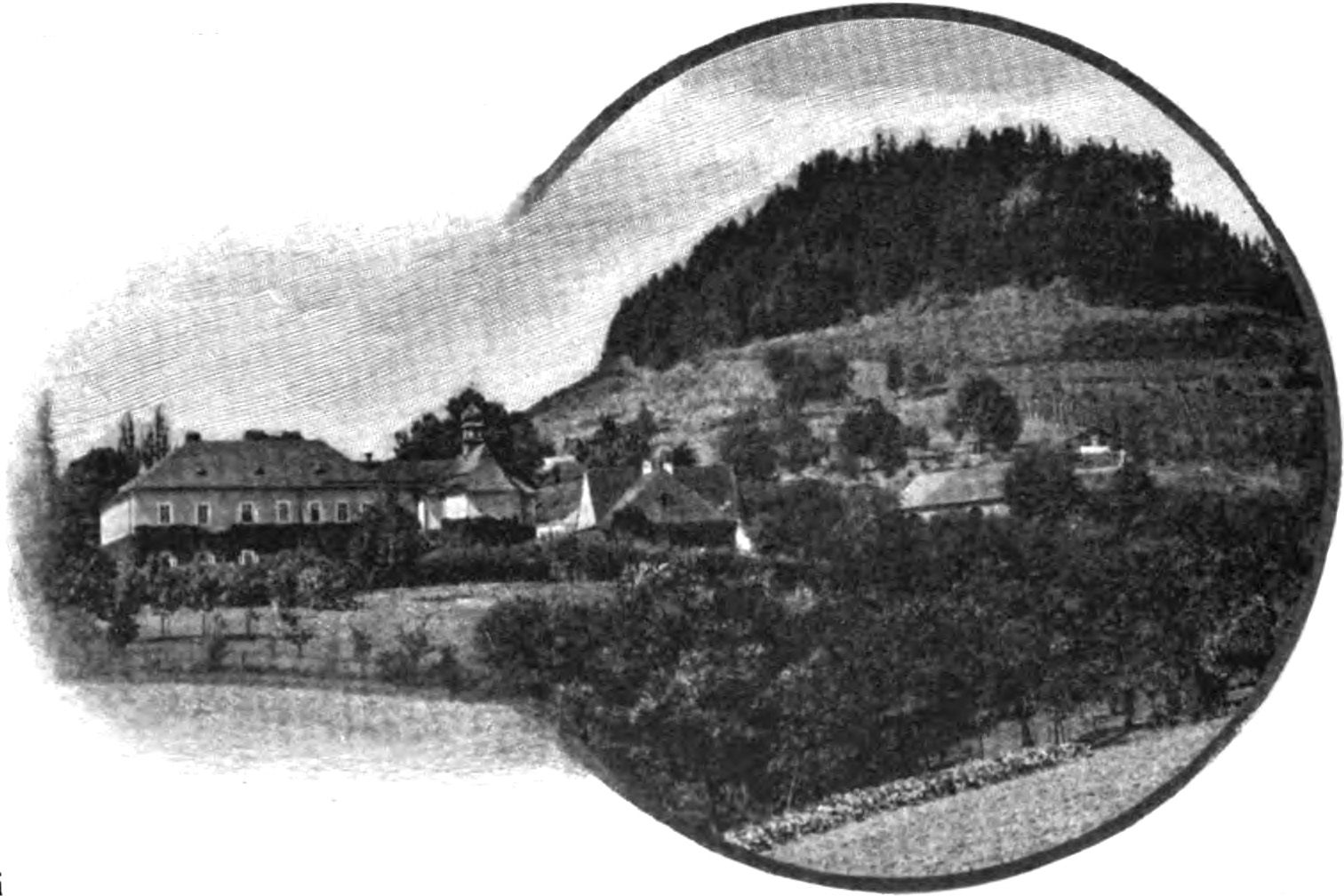
Zámek Žampach, c1899

Nejvýznamnějšími majiteli žampašského zámku byli v letech 1884–1932 manželé Anna Gustava a František Lützowovi, jejichž erb je umístěn na severní straně zámku. Z této doby pochází poslední větší přestavba zámku. František Lützow (1849–1916) byl znalcem českých dějin a literatury. Zde na žampašském zámku vznikla většina jeho vědeckých a historických prací, které významně přispěly k propagaci české kultury v Anglii a Americe.
Po stavebních úpravách z 18. a 19. století získala budova zámku postupně dnešní půdorys ve tvaru písmene E. Nejhodnotnější částí zámeckého komplexu je barokní kaple svatého Bartoloměje. Celková oprava kaple zahrnující výměnu základních konstrukcí a statické zajištění byla zahájena v roce 1992. Současně byl restaurován mobiliář, který je součástí dnešního interiéru kaple.
Po rekonstrukci je zámek účelově využit jako domov pro osoby s mentálním postižením. Kaple slouží pro duchovní a kulturní aktivity obyvatel zdejšího domova a také je prostorem společných veřejných koncertů a akcí.